# Майский (Чукотский автономный округ)
Ма́йский — бывший  посёлок геологов (до 1991 года) в Чаунском районе Чукотского автономного округа России.

## Географическое положение
Расположен в истоках реки Кэвеем. Расстояние до районного центра г. Певек, с которым посёлок связан круглогодичной автодорогой, составляет 155 км.

## История
В 1972 году Чаунской геологоразведочной экспедицией было открыто крупное коренное месторождение золота Майское, вблизи которого впоследствии был основан одноимённый посёлок геологов, где с 1977 года стала базироваться Майская геологоразведочная экспедиция.
Майский был одним из самых благоустроенных посёлков Чаун-Чукотки. Бо́льшая часть населения проживала в квартирах с центральным отоплением, регулярной подачей холодной и горячей воды.
Были построены средняя школа, почта, клуб, сберкасса, крытый каток, несколько магазинов. Имелось подсобное хозяйство — коровник, свинарник, овощные теплицы. Электроснабжение осуществлялось посредством местной ДЭС.
Население посёлка составляло около 1600 человек, из них около 250 детей-школьников и 50 дошкольного возраста.
В 1990 году месторождение было передано объединению «Северовостокзолото» для промышленного освоения, но разработка так и не была начата, посёлок Майский вскоре был ликвидирован. Бо́льшая часть домов была разобрана на стройматериалы.
С 2004 года Майское месторождение начало активно разрабатываться, однако новый вахтовый посёлок горняков был построен в другом месте.

## Топографические карты
- Лист карты R-59,60 Певек.  Масштаб: 1 : 1 000 000. Издание 1986 г.